# Richard James Milgram
Richard James Milgram, chamado James ou Jim, (South Bend, Indiana, 5 de dezembro de 1939) é um matemático estadunidense.
É filho do matemático Arthur Milgram. Estudou na Universidade de Chicago, onde obteve um mestrado em 1961, com um doutorado em 1964 na Universidade de Minnesota, orientado por Alfred Aeppli, com a tese The homology ring of symmetric products of Moore spaces. Milgram foi a partir de 1970 professor da Universidade Stanford, onde aposentou-se.
Foi palestrante convidado do Congresso Internacional de Matemáticos em Vancouver (1974: The structure of the oriented topological and piecewise linear bordism rings). Foi desde a fundação até 1984 editor do periódico Contemporary Mathematics e foi editor do periódico Pacific Journal of Mathematics e do periódico Duke Journal of Mathematics.
Dentre seus doutorandos consta Gunnar Carlsson.